# ロンセッコ
ロンセッコ（伊: Ronsecco）は、イタリア共和国ピエモンテ州ヴェルチェッリ県にある、人口約500人の基礎自治体（コムーネ）。

## 地理

### 位置・広がり
| 隣接するコムーネは以下の通り。 - ビアンツェ - クローヴァ - デザーナ - リニャーナ - トリチェッロ - トリーノ - トロンツァーノ・ヴェルチェッレーゼ |